# Parque Nacional Chư Yang Sin
O Parque Nacional Chư Yang Sin (em vietnamita: Vườn quốc gia Chư Yang Sin) é um parque nacional nas comunas de: Yang Mao, Cư Drăm, Cư Pui, Hoà Phong, Hoà Lễ, Hoà Sơn e Khuê Ngọc Điền no condado de Krông Bông e comunas: Yang Cao, Bông Krang, Krông Nô e Đắk Phơi do condado de Lắk, província de Đắk Lắk, Tây Nguyên, Vietname.
Os únicos relatos confirmados de chacais dourados (C.a. cruesemanni) no Vietname vêm deste parque nacional.